# 连铸

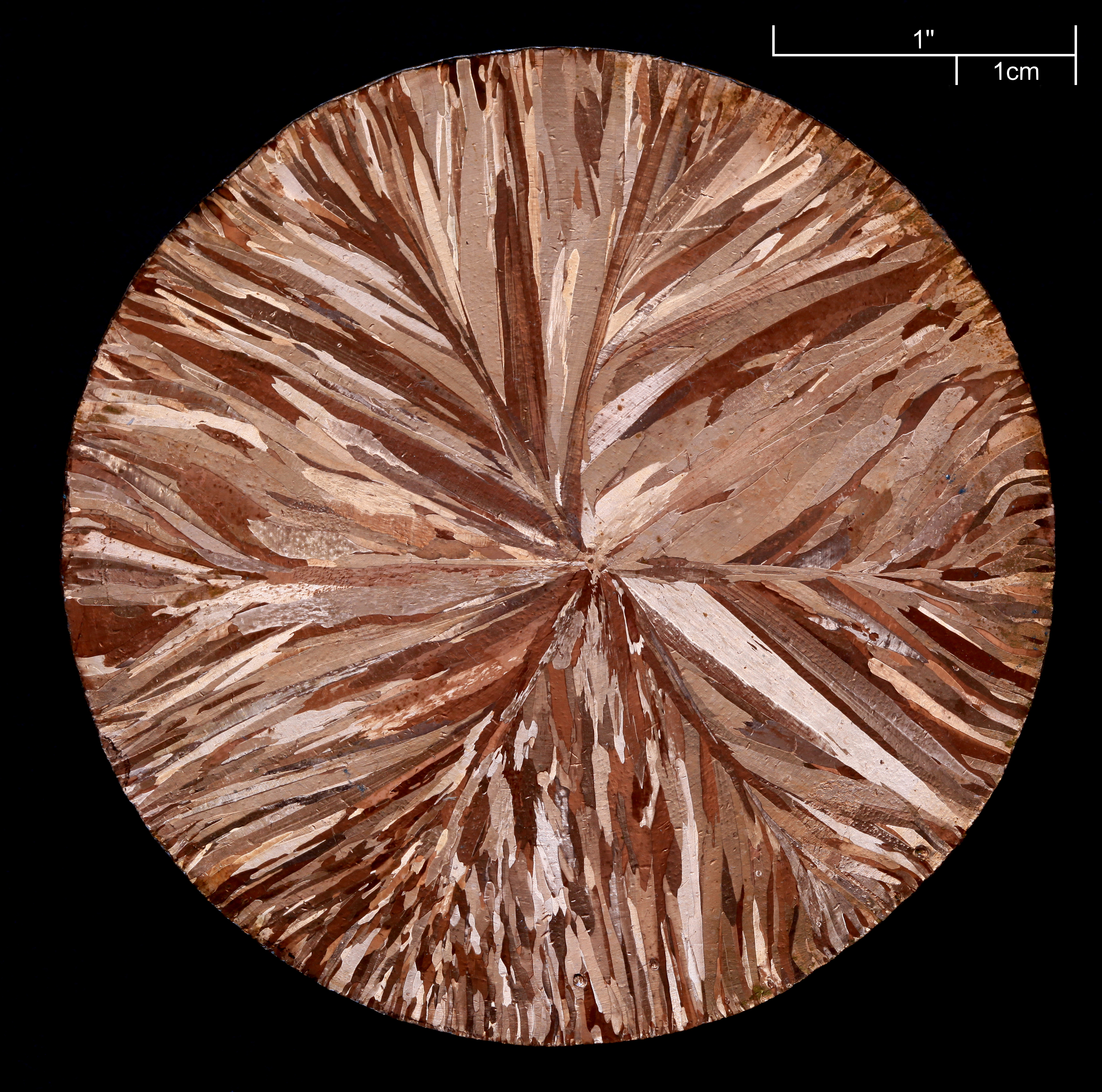
连铸铜（纯度 99.95%）的宏观结构，化學銑切后，, ∅ ≈ 83 mm.

连铸(Continuous casting, strand casting)，也称为连续铸钢，是将熔融金属凝固成“半成品”钢坯、大方坯或板坯的过程，以用于随后在精轧机中轧制。在1950年代引入连铸前，传统的模铸法是把钢水倒入固定模具中以形成钢锭。模铸需要把一炉钢水间断地浇注成多根钢锭，待凝固成形冷却后脱模后得到铸坯。因模铸每浇一次要做模具、冷却再脱模，占地面积大，时间比较长生产效率低。连铸已经发展到提高产量、质量、生产率和成本效率。由于产品的连续标准化生产固有的较低成本，以及通过自动化提供对过程的增强控制，它允许以较低成本生产质量更好的金属型材。该工艺最常用于铸钢（就铸钢吨位而言）。铝和铜也是连续铸造的。

## 设备与工艺

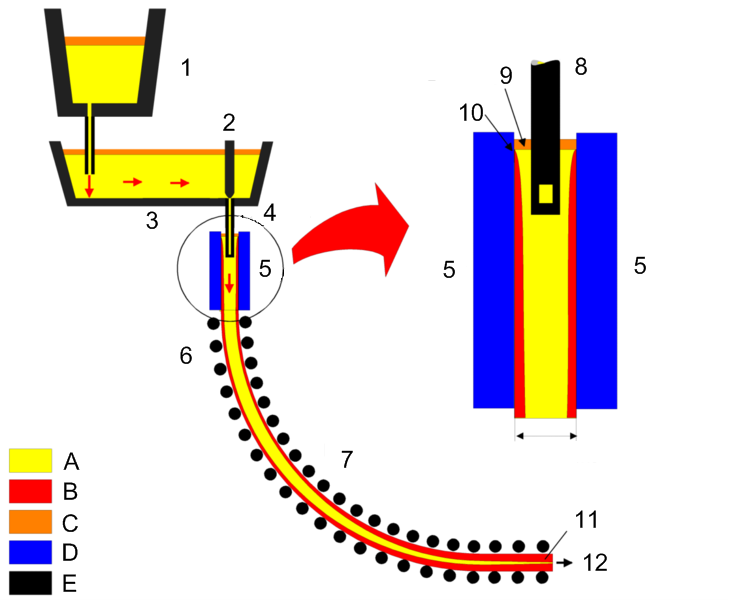
连铸。 1：钢包。 2：塞子。 3：中间包。 4：护罩/耐火砖套。 5：结晶器。 6：滚动支撑。 7：转弯区。 8：护罩。 9：液位。 10：半月板。 11：提取单元。 12：板坯。
A：液态金属。 B：固化金属。 C：炉渣。 D：水冷铜板。 E：耐火材料。

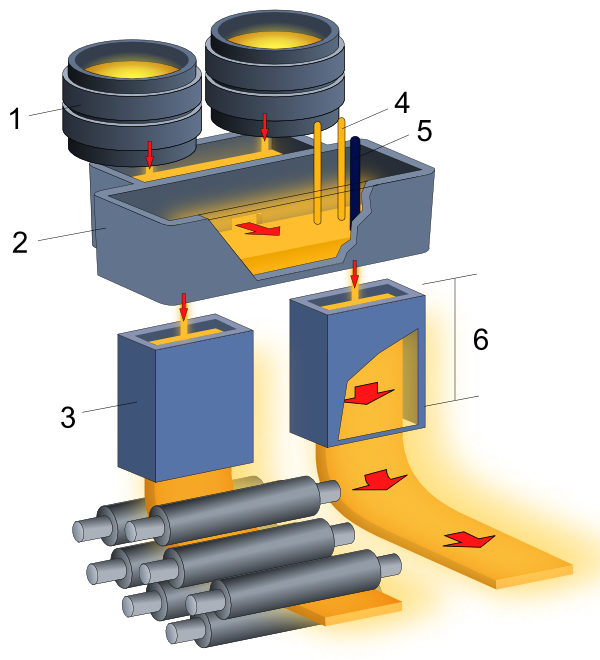
连铸（中间包和结晶器）。 1：钢包。 2：中间包。 3：结晶器。 4：等离子炬。 5：塞子。 6：直区。

### 铸钢
熔融金属从熔炉中进入鋼包中。在经过任何钢包处理（如合金化和脱气）并达到正确的温度后，钢包被运送到浇铸机的顶部。通常，钢包位于铸造机旋转转塔上的槽中。一个钢包处于“浇注”位置（给浇铸机供料），而另一个浇包处于“待浇注”位置，当第一个钢包为空时切换到浇注位置。
从钢包中，铁水通过耐火罩（管）转移到称为中间包的保温槽(holding bath)中。中间包允许金属储罐在钢包切换时为浇注机供料，从而充当热金属的缓冲容器，以及平滑流动、调节模具的金属进料和清洁金属。
通常使用的一次性工作衬里耐火材料称为“中间包板”(tundish boards)。
金属从中间包中通过另一个护罩排入开放式铜结晶器的顶部。结晶器的深度可以从 0.5 到 2 米不等，具体取决于铸造速度和截面尺寸。结晶器采用水冷方式，使与模具直接接触的钢水凝固；这是主冷却工艺。它还垂直振动（或以接近垂直的曲线路径）以防止金属粘在结晶器壁上。将润滑剂（与金属接触时熔化的粉末或液体）添加到结晶器内的金属中以防止粘连，并捕获可能存在于金属中的杂质并带到池顶形成一层浮渣。护罩的设置使热金属在结晶器的渣层下方排出，因此称为浸入式入口喷嘴 (submerged entry nozzle, SEN)。在某些情况下，中间包和结晶器之间可能不使用护罩（“开放式浇铸”）；在这种情况下，中间包底部的可互换计量喷嘴将金属引导到模具中。一些连铸布局从同一个中间包给几个结晶器供料。
在结晶器中，靠近结晶器壁的先固化的薄层金属，而在结晶器中间部分（现在称为股线strand）的钢水在离开结晶器底部进入喷雾室仍未固化，仍处于熔融状态。股线立即由紧密间隔的水冷轧辊支撑，轧辊支撑股线壁以抗衡股线内仍在凝固中的液体的铁静压力（比较静水压力）。为了提高固化速度，当线材通过喷水室(spray-chamber)时，需要用大量用水喷洒；这是二次冷却过程（“二冷”）。线材的最终固化可以在线材离开喷水室之后进行。在此处，连铸机的设计可能会有不同选择。可用“弧形围裙”(curved apron)的立弯式连铸机；也使用垂直布局的立式连铸机。在弧形板式连铸机中，铸流垂直离开结晶器（或在接近垂直的曲线路径上），当铸流通过喷腔时，轧辊逐渐将铸流向水平方向弯曲。在立式连铸机中，铸流在通过喷水室时保持垂直。弧形围裙铸造机中的结晶器可以是直的或弯曲的，这取决于机器的基本设计。
在真正的卧式连铸机中，结晶器轴线是水平的，钢的流动是水平的，从液态到薄壳再到固态（无曲线部分）。在这种类型的机器中，使用股线或模具振动来防止粘在结晶器中。
离开喷水室后，钢股线通过拉矫机的矫直辊（如果在非立式机器上浇铸）和拉出辊完成拉坯矫直。出了连铸机后可能会有一个热轧机架，以利用金属的热条件来预成型最终的铸坯。最后，通过机械剪或移动式氧炔炬将钢股线切割成预定的长度，进行标记以供识别，然后将其送往库存或下一个成型工艺。

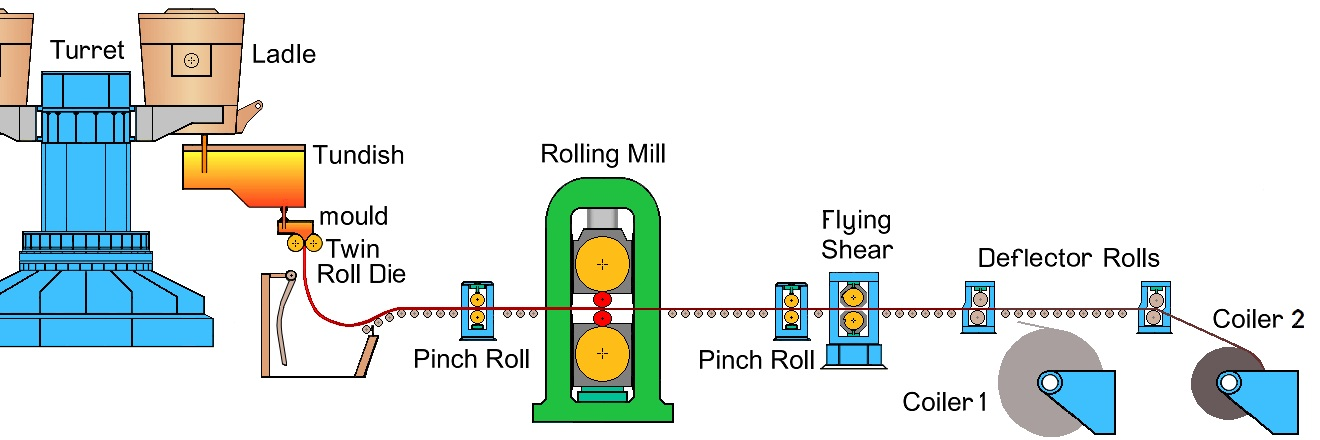
Sketch of thin strip casting plant.

在许多情况下，钢股线可能会继续通过额外的轧辊和其他机构将金属压扁、滚动或挤压成最终形状。
自1980年代中期以来的发展减少了可铸造的厚度，最初是约50毫米厚的棒材，也称为薄板坯，后来减到2毫米厚的带状铸件。

### 铸铝和铸铜

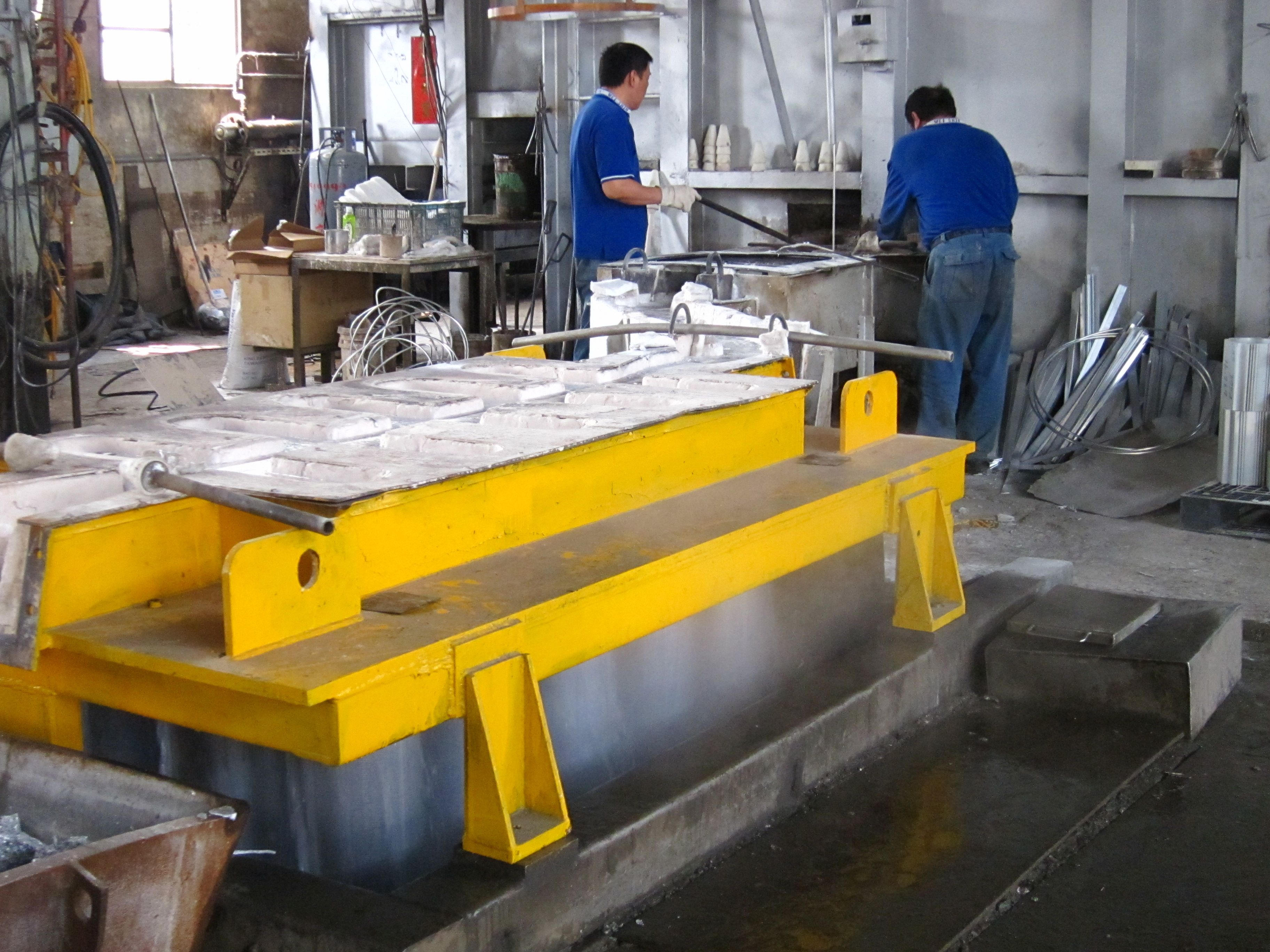
铝的垂直连铸机
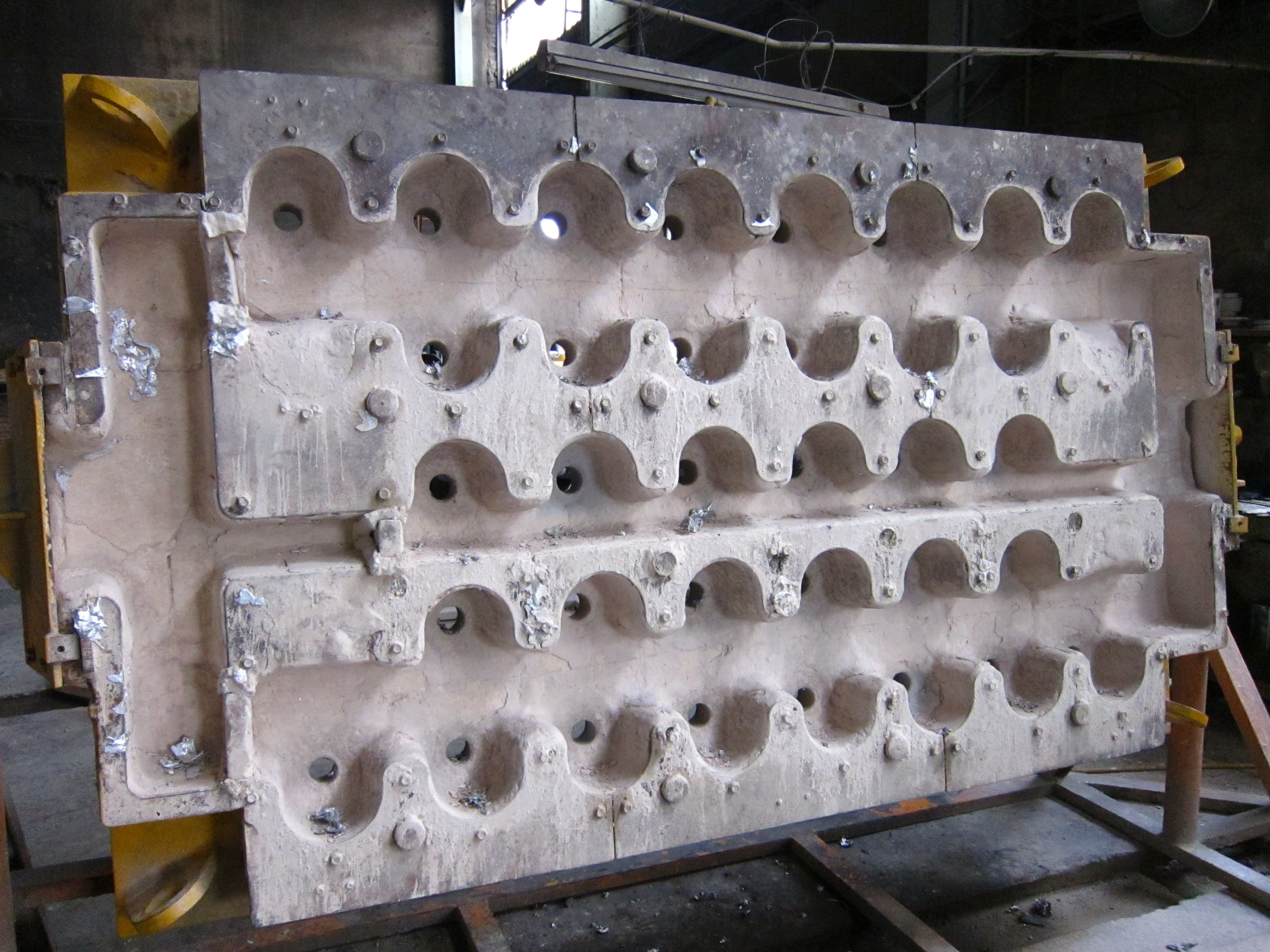
熔融的铝浇筑在铸盘(俯视图)
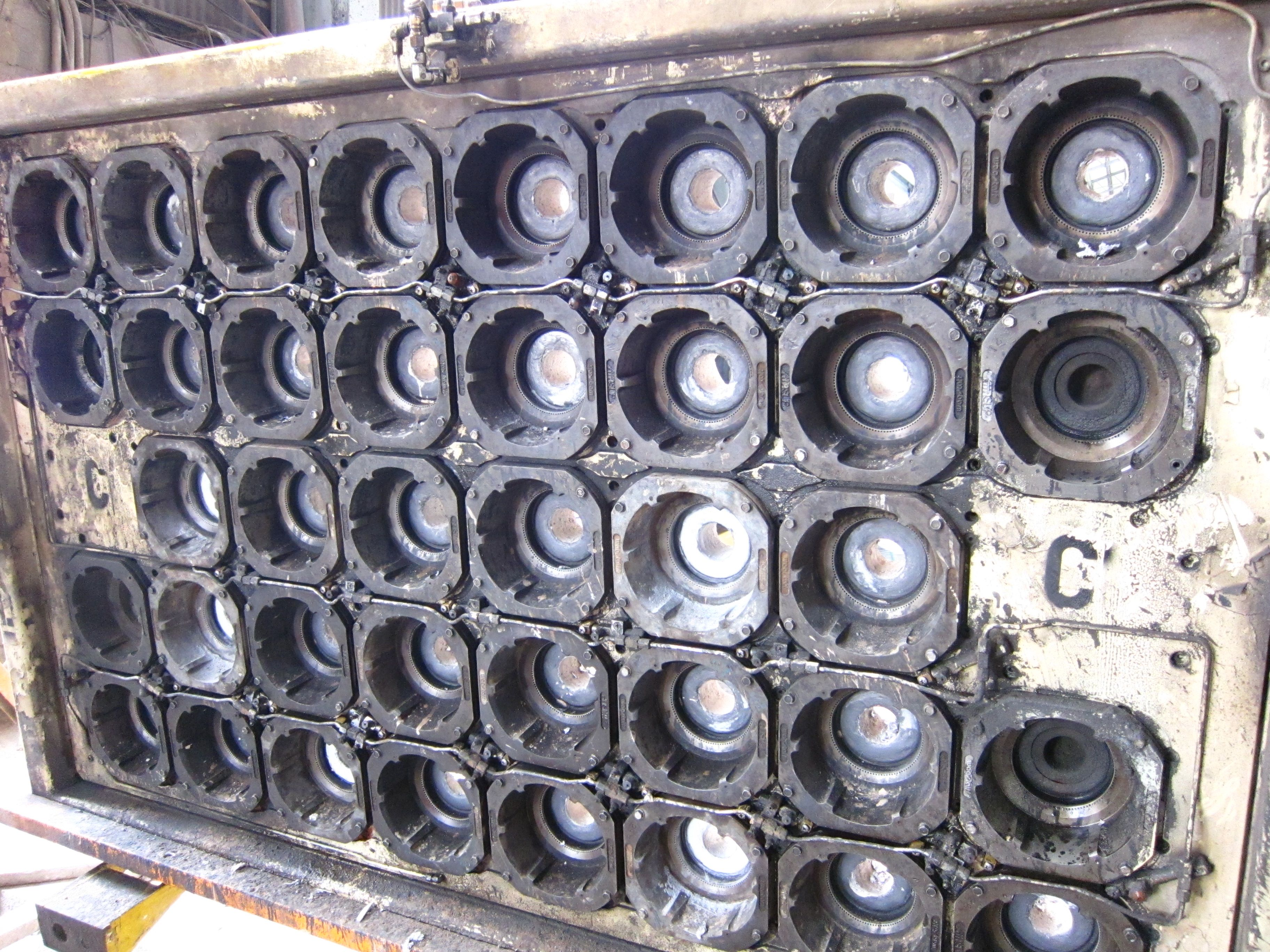
铸盘(仰视图)
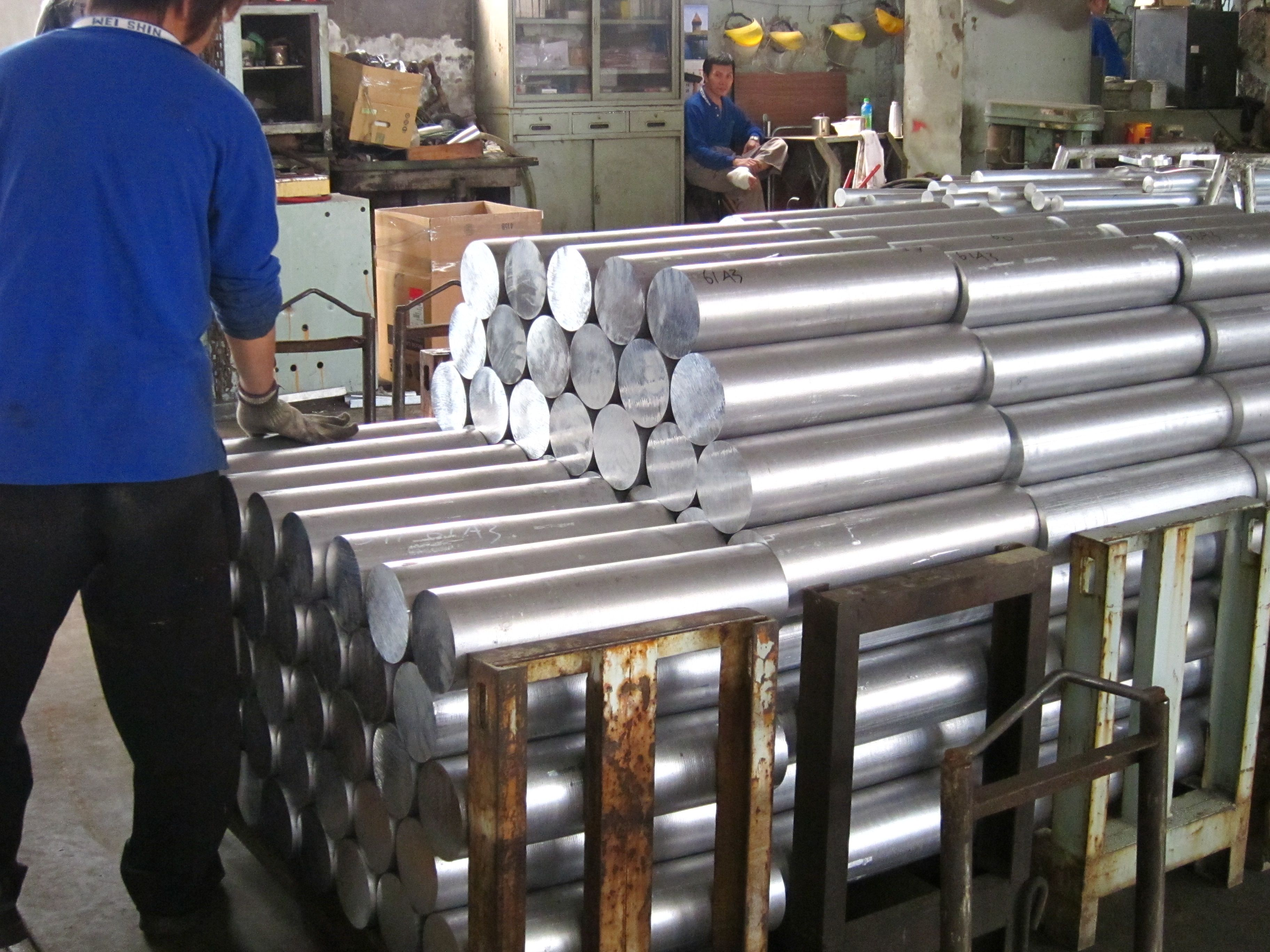
切割后的铸铝锭

由于较低的融化温度，铝和铜更容易水平连铸，并且更易于近净成形，即初始生产非常接近最终（净）形状，从而减少了表面处理的需要。 减少加工或磨削等传统精加工可消除某些行业三分之二以上的生产成本。